# Fontaines-sur-Saône
Fontaines-sur-Saône è un comune francese di 6 295 abitanti situato nella metropoli di Lione della regione Alvernia-Rodano-Alpi.
Fontaines-sur-Saône si trova a 15 km a nord di Lione, lungo la Saona, dalla quale prende il nome. Il comune è diviso in una parte bassa, lungo il fiume, ed una parte alta, sulle colline.

## Società

### Evoluzione demografica
Abitanti censiti